# Virginia Slims Championships 1988
Virginia Slims Championships 1988 — жіночий тенісний турнір, що проходив на закритих кортах з килимовим покриттям у Медісон-сквер-гарден у Нью-Йорку (США). Це був підсумковий турнір Туру WTA 1988. Відбувсь усімнадцяте й тривав з 14 листопада до 20 листопада 1988 року.

## Фінальна частина

### Одиночний розряд
Габріела Сабатіні —  Пем Шрайвер, 7–5, 6–2, 6–2.
- Для Сабатіні це був 6-й титул за сезон і 18-й — за кар'єру.

### Парний розряд
Мартіна Навратілова /  Пем Шрайвер —  Лариса Савченко /  Наташа Звєрєва, 6–3, 6–4.
- Для Навратілової це був 17-й титул за сезон і 281-й — за кар'єру. Для Шрайвер це був 11-й титул за сезон і 114-й — за кар'єру.